# Icterus portoricensis
El turpial puertorriqueño (Icterus portoricensis)  es una especie de ave paseriforme de la familia Icteridae endémica de la isla de Puerto Rico.

## Taxonomía
Esta especie es una parte de un subgrupo de Icterus (clado A), que incluye al turpial castaño (Icterus spurius) y el turpial enmascarado (Icterus cucullatus).
El turpial puertorriqueño fue agrupado con el turpial cubano (Icterus melanopsis), el turpial de La Española (Icterus dominicensis) y el turpial de las Bahamas (Icterus northropi) en una sola especie (Icterus dominicensis). En 2010, los cuatro recibieron la categoría de especies separadas.

## Distribución y Hábitat
Esta especie es endémica de Puerto Rico. Sus hábitats naturales con bosques tropicales y subtropicales, tierras de bajas, bosques de manglares tropicales y subtropicales, y plantaciones. El ave prefiere estar en los árboles de palmas.

## Descripción
El turpial puertorriqueño es parecida a otras especies de su cládo. En promedio, los machos pesan 41.0 gramos y las hembras son un poco pequeñas, y en promedio pesan 36.6 gramos. La envergadura de los machos y hembras son 96.9 y 92.1 mm, respectivamente. Hay un poco dicromatismo sexual entre machos y hembras. En 2008, Hofmann, Cronin, y Omland hicieron un experimento que mostró que hay poca o ninguna diferencia en la saturación de color en el plumaje entre machos y hembras de muchas oropéndolas tropicales, incluyendo la oropéndola de Puerto Rico. Los adultos son negro con la excepción de un pátron de amarillo limitado a la panza y el hombro del ave. Otros miembros de la compleja especie en islas diferentes tienen más amarillo, como el Oriol Hispaniola (Icterus domicensis) y el Oriol de las Bahamas (Icterus northropi), y otros tienen más negro, como el oriol de Cubano (Icterus melanopsis). Los jóvenes son un color leonado, a menudo, con un tinte de oliva a sus traseros. Jóvenes se exhiben saturación retrasando en el plumaje de ambos sexos, que es el estado ancestral probable para el género Icterus.

## Comportamiento
Este pájaro no está tímido, pero es difícil para observar porque el prefiere forraje en vegetación densa. Después de reproducción, los adultos y los jóvenes se quedarán en un grupo familiar juntos. La dieta de la oriol incluye frutas, insectos, lagartijas, y nueces y granos.

### Comunicación
Se supone frecuentemente, basó de aves de clima templado, que machos sólo cantan; sin embargo, en 2009, Price, Lanyon, y Omland hicieron un experimento que mostró que ambos machos y hembras de muchas oropéndolas cantan. Está probable que I. portoricensis comporta de manera similar. La canción del oriol tiene clics o "silbidos de tono alto" y tiene un rango de frecuencias entre 3.6y 5.3 kHz. El ave combina entre 25 y 27 notas diferentes para hacer sus canciones.

### Reproducción
La mayoría de los miembros de este género se piensa que son monógamos, estableciendo vínculos permanentes entre hembras y machos. El oriol de Puerto Rico cría entre febrero y julio. La hembra pone 3 huevos por nidada. Los huevos son blanco con un tono de azul y luz lila-gris-marrón moteado y manchas. los nidos de la mayoría de las especies de este clado hacen nidos que cuelgan libremente, a menudo suspendidos bajo las palmeras.